# Burgruine Klamm

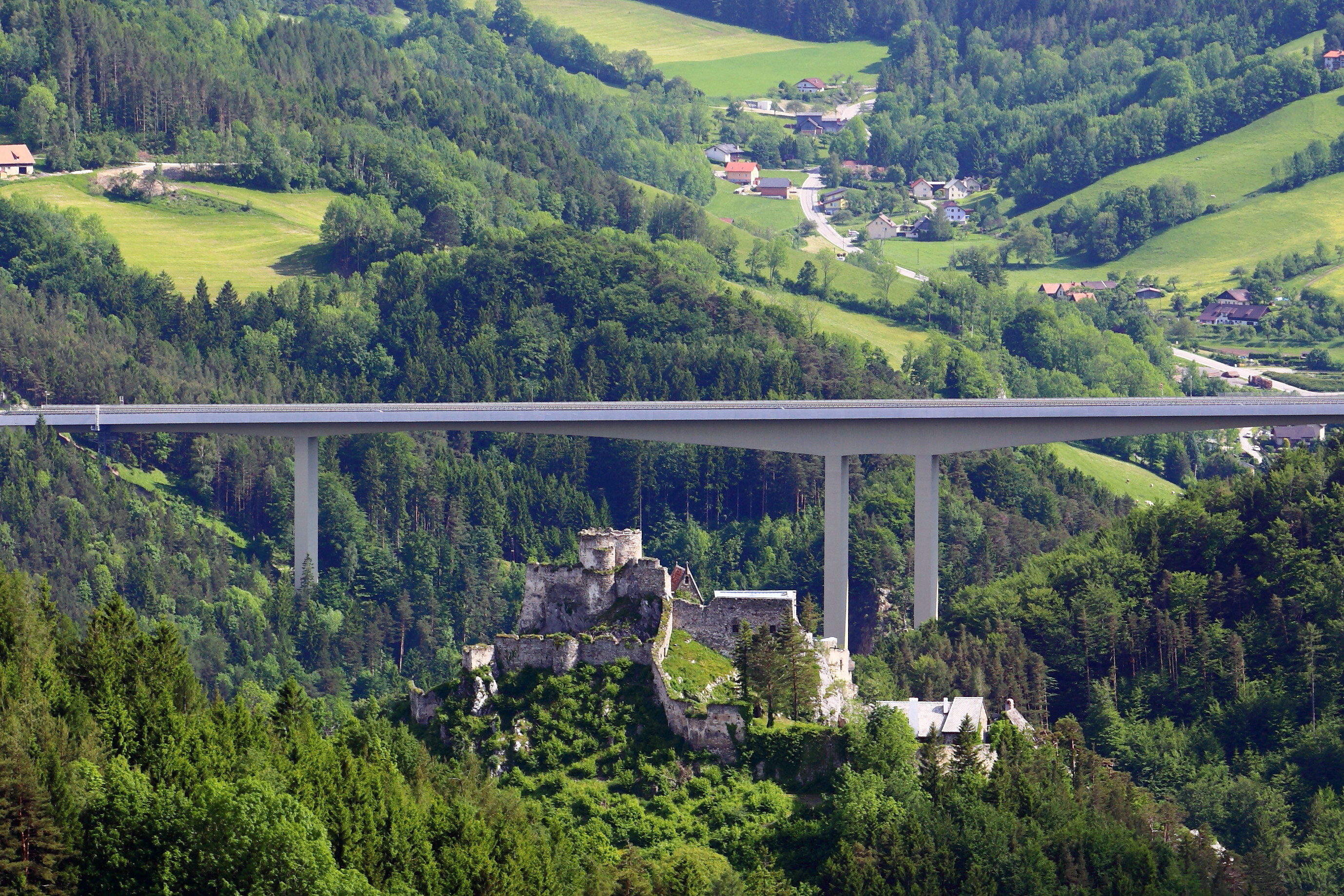
Burgruine Klamm mit Talübergang Schottwien

Die Burgruine Klamm steht im Weiler Klamm in der Gemeinde Breitenstein im Bezirk Neunkirchen in Niederösterreich. Die Ruine der Höhenburg steht unter Denkmalschutz (Listeneintrag).

## Geschichte
Urkundlich wurde um 1130 ein Ortolfus de Clamma genannt. 1339 veräußerte Hermann II. von Klamm-Pitten die Burg an die Herzöge Albrecht, Friedrich, Leopold und Otto. Wahrscheinlich stand die Burg bis zum Anfang des 15. Jahrhunderts im Pfandbesitz derer von Rappach (Adelsgeschlecht). Urkundlich 1432 wieder landesfürstlich wurde die Burg 1487 von den Ungarn erobert und durch König Maximilian I. (HRR) rückerobert. Seit 1492 war die Burg in der Verwaltung der landesfürstlichen Pfleger Wolfgang Teufel und Christoph von Fladnitz. 1518 von Siegmund von Herberstein eingelöst, kam es unter Caspar und Achaz von Herberstein vermutlich zum Verfall der Burg. 1568 wurden die Befestigungsanlagen und Bauschäden der Burg durch die niederösterreichische Kammer in einer Urkunde beanstandet. 1571 war die Burg wieder landesfürstlich und 1577/1578 wurde die Burg durch erneute Nennung von Baumängeln wieder beurkundet. 1603 war sie ein Pfand der Urschenbeck von Pottschach, bis sie 1642 unter Herrschaft von Matthias Wägele von Walsegg stand und 1655 wieder als  baufällig beurkundet sowie um 1663 instand gesetzt. 1801 kam es auf der Burg zu einem Brand und in den Franzosenkriegen 1805/1809 zu einem weiteren Verfall der Burg. 1833 verkaufte Gräfin Karoline Sternberg geborene Walsegg die Burg an Johann I. Fürst Liechtenstein, wobei dieser Instandsetzungsarbeiten und die Wiederherstellung einiger Gemächer veranlasste. 1899 wurde die Kapelle genannt. Die Burg verblieb bis 1942 im Besitz der Familie Liechtenstein und ist heute in nicht zugänglichem Privatbesitz.

## Architektur
Turm und Palas stehen auf dem höchsten Punkt eines Bergkegels. Danach fortlaufende Erweiterungen bilden talwärts eine Ringburg aus. Mittig steht freistehend eine Burgkapelle.